# Mizonocara notata
Mizonocara notata är en insektsart som beskrevs av Leo L. Mishchenko 1947. Mizonocara notata ingår i släktet Mizonocara och familjen gräshoppor. Inga underarter finns listade i Catalogue of Life.